# Liste des œuvres de Christoph Willibald Gluck

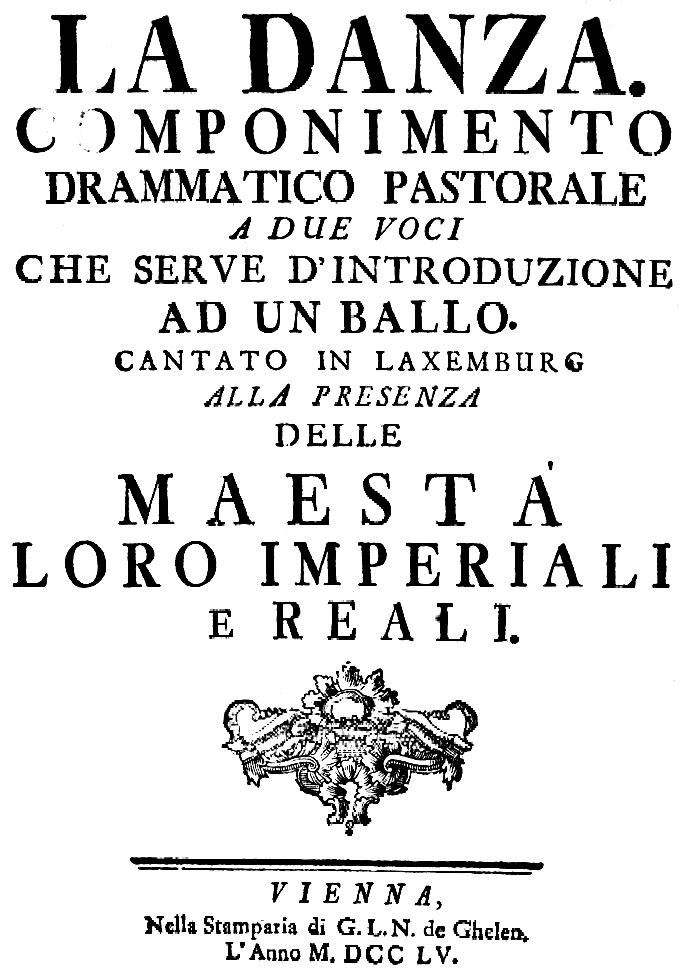
Page de garde du livret de La Danza, opéra de Gluck

Cette page liste les œuvres du compositeur Christoph Willibald Gluck (1714–1787).

## Opéras
| Titre                                                 | Genre                            | Subdivision         | Livret | Première représentation                                                            | Lieux              | Notes                                                                         |
| ----------------------------------------------------- | -------------------------------- | ------------------- | --- | ---------------------------------------------------------------------------------- | ------------------ | ----------------------------------------------------------------------------- |
| Artaserse                                             | dramma per musica                | 3 actes             | Pietro Metastasio                                                                                                   | 26 décembre 1741                                                                   | Milan              | 2 arias préservées                                                            |
| Demetrio (Cleonice)                                   | dramma per musica                | 3 actes             | Pietro Metastasio                                                                                                   | 2 mai 1742                                                                         | Venise             | 8 arias préservées                                                            |
| Demofoonte                                            | dramma per musica                | 3 actes             | Pietro Metastasio                                                                                                   | 6 janvier 1743                                                                     | Milan              |                                                                               |
| Il Tigrane                                            | dramma per musica                | 3 actes             | Carlo Goldoni, d’après La virtù trionfante dell’amore de Francesco Silvani                                          | 26 septembre 1743                                                                  | Crema              | 11 arias et un duo préservés                                                  |
| La Sofonisba                                          | dramma per musica                | 3 actes             | Pietro Metastasio                                                                                                   | 18 janvier 1744                                                                    | Milan              | 10 arias et un duo préservés                                                  |
| Ipermestra                                            | dramma per musica                | 3 actes             | Pietro Metastasio                                                                                                   | 21 novembre 1744                                                                   | Venise             |                                                                               |
| Poro                                                  | dramma per musica                | 3 actes             | Pietro Metastasio                                                                                                   | 26 décembre 1744                                                                   | Turin              | sinfonia, 4 arias et un duo préservés                                         |
| Ippolito                                              | dramma per musica                | 3 actes             | G.G. Corio | 31 janvier 1745                                                                    | Milan              | 6 arias et un duo préservés                                                   |
| La caduta de' giganti                                 | dramma per musica                | 2 actes             | Francesco Vanneschi ?                                                                                               | 7 janvier 1746                                                                     | Londres            | 5 arias et un duo préservés                                                   |
| Artamene                                              | dramma per musica                | 3 actes             | Francesco Vanneschi ?, d’après B Vitturi                                                                            | 4 mars 1746                                                                        | Londres            | 6 arias préservées                                                            |
| Le nozze d'Ercole e d'Ebe                             | dramma per musica                | 2 actes             | ? | 29 juin 1747                                                                       | Dresde             |                                                                               |
| La Semiramide riconosciuta                            | dramma per musica                | 3 actes             | Pietro Metastasio                                                                                                   | 14 mai 1748                                                                        | Vienne             |                                                                               |
| La contesa de' numi                                   | festa teatrale                   | 2 actes             | Pietro Metastasio                                                                                                   | 9 avril 1749                                                                       | Près de Copenhague |                                                                               |
| Ezio (première version)                               | dramma per musica                | 3 actes             | Pietro Metastasio                                                                                                   | Carnaval, 1750                                                                     | Prague             |                                                                               |
| Issipile                                              | dramma per musica                | 3 actes             | Pietro Metastasio                                                                                                   | Carnaval, 1752                                                                     | Prague             | 3 arias préservées                                                            |
| La clemenza di Tito                                   | dramma per musica                | 3 actes             | Pietro Metastasio                                                                                                   | 4 novembre 1752                                                                    | Naples             |                                                                               |
| Le cinesi                                             | azione teatrale                  | 1 acte              | Pietro Metastasio                                                                                                   | 24 septembre 1754                                                                  | Vienne             |                                                                               |
| La danza                                              | componimento pastorale           | 1 acte              | Pietro Metastasio                                                                                                   | 5 mai 1755                                                                         | Laxenbourg         |                                                                               |
| L'innocenza giustificata                              | festa teatrale                   | 2 parties           | Giacomo Durazzo, d’après Pietro Metastasio                                                                          | 8 décembre 1755                                                                    | Vienne             |                                                                               |
| Antigono                                              | dramma per musica                | 3 actes             | Pietro Metastasio                                                                                                   | 9 février 1756                                                                     | Rome               |                                                                               |
| Il re pastore                                         | dramma per musica                | 3 actes             | Pietro Metastasio                                                                                                   | 8 décembre 1756                                                                    | Vienne             |                                                                               |
| La Fausse Esclave                                     | opéra comique                    | 1 acte              | D’après La Fausse aventurière de Louis Anseaume et Pierre-Augustin Lefèvre de Marcouville                           | 8 janvier 1758                                                                     | Vienne             |                                                                               |
| L'Île de Merlin ou le Monde renversé                  | opéra comique                    | 1 acte              | Louis Anseaume, d’après Le Monde renversé de Alain-René Lesage et Jacques-Philippe d'Orneval                        | 3 octobre 1758                                                                     | Vienne             |                                                                               |
| Cythère assiégée (première version)                   | opéra comique                    | 1 acte              | Charles-Simon Favart, d’après Le Pouvoir de l’amour ou Le Siège de Cythère de Favart et Barthélemy-Christophe Fagan | Nouvel an, 1759                                                                    | Vienne             |                                                                               |
| Le Diable à quatre ou la Double Métamorphose          | opéra comique                    | 3 actes             | Michel-Jean Sedaine et Pierre Baurans, d’après The Devil to Pay de Charles Coffey                                   | 28 mai 1759                                                                        | Laxenbourg         |                                                                               |
| L'Arbre enchanté ou le Tuteur dupé (première version) | opéra comique                    | 1 acte              | Pierre Louis Moline, d’après Le poirier de Jean-Joseph Vadé                                                         | 1759                                                                               | Vienne             |                                                                               |
| L'Ivrogne corrigé                                     | opéra comique                    | 2 actes             | Louis Anseaume et Jean-Baptiste Lourdet de Santerre                                                                 | avril 1760                                                                         | Vienne             |                                                                               |
| Tetide                                                | serenata                         | 2 actes             | Giovanni Ambrogio Migliavacca                                                                                       | 10 octobre 1760                                                                    | Vienne             |                                                                               |
| Le Cadi dupé                                          | opéra comique                    | 1 acte              | ? d’après Jean-Baptiste Lourdier                                                                                    | 8 décembre 1761                                                                    | Vienne             |                                                                               |
| Orfeo ed Euridice                                     | azione teatrale                  | 3 actes             | Ranieri de' Calzabigi                                                                                               | 5 octobre 1762                                                                     | Vienne             |                                                                               |
| Il trionfo di Clelia                                  | dramma per musica                | 3 actes             | Pietro Metastasio                                                                                                   | 14 mai 1763                                                                        | Bologne            |                                                                               |
| Ezio (seconde version)                                | dramma per musica                | 3 actes             | Pietro Metastasio                                                                                                   | 26 décembre 1763                                                                   | Vienne             |                                                                               |
| La Rencontre imprévue                                 | opéra comique                    | 3 actes             | Louis Heurteaux dit Dancourt, d’après Les Pèlerins de la Mecque d'Alain-René Lesage et Jacques-Philippe d'Orneval   | 7 janvier 1764                                                                     | Vienne             |                                                                               |
| Il Parnaso confuso                                    | serenata                         | 1 acte              | Pietro Metastasio                                                                                                   | 24 janvier 1765                                                                    | Vienne             |                                                                               |
| Telemaco, ossia L'isola di Circe                      | dramma per musica                | 3 actes             | Marco Coltellini, d’après Carlo Sigismondo Capece                                                                   | 30 janvier 1765                                                                    | Vienne             |                                                                               |
| La Corona (en)                                        | azione teatrale                  | 1 acte              | Pietro Metastasio                                                                                                   | prévue pour le 4 octobre 1765 mais représenté la première fois le 13 novembre 1987 | Vienne (1987)      |                                                                               |
| Il prologo                                            | prologue                         | prologue            | Lorenzo Ottavio del Rosso                                                                                           | 22 février 1767                                                                    | Florence           | donné comme introduction pour la représentation d’un opéra de Tommaso Traetta |
| Alceste                                               | tragedia                         | 3 actes             | Calzabigi, d’après Euripide                                                                                         | 26 décembre 1767                                                                   | Vienne             |                                                                               |
| Le feste d'Apollo (it)                                | festa teatrale (spectacle coupé) | Prologue et 3 actes | Gastone Rezzonico, Giuseppe Maria Pagnini, Giuseppe Pezzana, et Ranieri de' Calzabigi                               | 24 août 1769                                                                       | Parme              |                                                                               |
| Paride ed Elena                                       | dramma per musica                | 5 actes             | Ranieri de' Calzabigi                                                                                               | 3 novembre 1770                                                                    | Vienne             |                                                                               |
| Iphigénie en Aulide                                   | tragédie                         | 3 actes             | François Gand-Leblanc du Roullet, d’après Jean Racine                                                               | 19 avril 1774                                                                      | Paris              |                                                                               |
| Orphée et Eurydice (version française)                | tragédie opéra                   | 3 actes             | Pierre-Louis Moline, d’après Ranieri de’ Calzabigi                                                                  | 2 août 1774                                                                        | Paris              |                                                                               |
| L’arbre enchanté, ou le Tuteur dupé (seconde version) | opéra-comique                    | 1 acte              | Pierre-Louis Moline, d’après Jean-Joseph Vadé                                                                       | 27 février 1775                                                                    | Versailles         |                                                                               |
| Cythère assiégée (seconde version)                    | opéra-ballet                     | 3 actes             | Charles-Simon Favart                                                                                                | 1er août 1775                                                                      | Paris              |                                                                               |
| Alceste (version française)                           | tragédie                         | 3 actes             | François Gand-Leblanc du Roullet, d’après Ranieri de’ Calzabigi                                                     | 23 avril 1776                                                                      | Paris              |                                                                               |
| Armide                                                | drame-héroïque                   | 5 actes             | Philippe Quinault, d’après La Jérusalem délivrée de Le Tasse                                                        | 23 septembre 1777                                                                  | Paris              |                                                                               |
| Iphigénie en Tauride                                  | tragédie                         | 4 actes             | Nicolas-François Guillard, d’après Claude Guimond de La Touche                                                      | 18 mai 1779                                                                        | Paris              |                                                                               |
| Écho et Narcisse (première version)                   | drame lyrique                    | Prologue et 3 actes | Jean-Baptiste-Louis-Théodore de Tschudi, d’après Les Metamorphoses d'Ovide                                          | 24 septembre 1779                                                                  | Paris              |                                                                               |
| Écho et Narcisse (deuxième version)                   | drame lyrique                    | Prologue et 3 actes | Jean-Baptiste-Louis-Théodore de Tschudi, d’après Les Metamorphoses d'Ovide                                          | 8 août 1780                                                                        | Paris              |                                                                               |
| Iphigenia in Tauris (version allemande)               | tragisches Singspiel             | 4 actes             | Johann Baptist von Alxinger et Gluck, d’après Nicolas François Guillard                                             | 23 octobre 1781                                                                    | Vienne             |                                                                               |

## Ballets
- Les Amours de Flore et Zéphire, chorégraphie de Gasparo Angiolini, créé à Vienne le 13 août 1759.
- Le Naufrage, basé sur l'histoire de Robinson Crusoé, créé à Vienne en 1759 (?).
- La Halte des Calmouckes, créé à Vienne le 23 mars 1761.
- Don Juan, ou le Festin de Pierre, créé à Vienne le 17 octobre 1761.
- Citera assediata, chorégraphie de Gasparo Angiolini, créé à Vienne le 15 septembre 1762. La musique est perdue.
- Alessandro (Les Amours d'Alexandre et de Roxane), chorégraphie de Gasparo Angiolini, créé à Vienne le 4 octobre 1764.
- Sémiramis, chorégraphie de Gasparo Angiolini, créé à Vienne le 31 janvier 1765.
- Iphigénie, créé à Laxenbourg le 19 mai 1765. La musique est perdue.
- Achille (in Sciro), créé à Innsbruck en août 1765. La musique est perdue.